# Simon Tolkien
Pour les articles homonymes, voir Tolkien (homonymie).
Simon Mario Reuel Tolkien (né en 1959) est un ancien avocat londonien et un écrivain anglais. Il est le petit-fils de J. R. R. Tolkien et le fils aîné de Christopher Tolkien. Il a été élève à la Dragon School ainsi qu'à la Downside School (en). Il a étudié l'histoire moderne au Trinity College d'Oxford.

## Biographie
Il exerce son métier d'avocat de 1994 jusqu'au moment où il quitte l'Angleterre avec sa femme et ses enfants pour se consacrer à une carrière littéraire. Son premier roman parait en 2002 sous le titre The Stepmother au Royaume-Uni et sous le titre The Final Witness aux États-Unis (chez Random House). Son second roman, The Inheritance sort le 13 avril 2010 chez Minotaur Books.
Quand son père déclare que le « Tolkien Estate serait plus avisé d'éviter tout rapprochement particulier avec les films », Simon s'éloigne de l'organisme pour se rapprocher des cinéastes : « Je pensais qu'il nous fallait avoir une conduite bien plus positive à propos des films mais mon père n'était pas d'accord ». Christopher lui enlève par la suite son statut d'administrateur.

## Œuvres
- Le Dernier Témoin (The Stephmother / The Final Witness, 2002)
- The Inheritance (2010)
- Sombre éclat (The King of Diamonds, 2011)
- Ordres de Berlin (Orders from Berlin (2012)), 2013)
- No Man's Land (2016)